# All She Wants Is
«All She Wants Is» —en español: «Todo lo que ella quiere es»— es el vigesimosegundo sencillo de la banda británica de new wave Duran Duran, lanzado por EMI en diciembre del año 1988. "All She Wants Is" fue el segundo sencillo publicado del álbum Big Thing.

## Video musical
El video de "All She Wants Is" fue filmado en Londres por el director de vídeo Dean Chamberlain, un conocido fotógrafo que había tomado previamente fotografías y filmó un vídeo para el proyecto paralelo de Arcadia". El clip ganó un MTV Music Award 1988 como mejor Vídeo de innovación.
El video tomó casi un mes de rodaje, utilizando exposiciones muy largas para crear inusuales efectos de luz animados en torno a una chica y los accesorios surrealistas en su plano interior. Una foto de la sesión con los miembros de la banda y la chica fue utilizada como portada de la parte trasera del sencillo.
A medida que la banda estaba en medio de una agitada agenda de promoción, y no pudo pasar de las semanas necesarias parado de grabar el vídeo, los miembros de cada uno permite una máscara de la vida yeso para hacer de sus caras, de la que imitaciones de látex de la banda las caras de los miembros fueron lanzados. Con las máscaras ajustados sobre maniquíes, Chamberlain fue capaz de utilizar parada efectos especiales de movimiento muy lento. Solo algunas escenas breves al principio y al final del video tienen los miembros de la banda real.

## Formatos y canciones
– Sencillo en 7": EMI
1. «All She Wants Is» (45 Mix) – 4:36
2. «I Believe/All I Need to Know» (Medley) – 5:04

 – Sencillo en 12": EMI
1. «All She Wants Is» (Euro Dub Mix) – 7:34
2. «All She Wants Is» (45 Mix) – 4:36
3. «I Believe/All I Need to Know» (Medley) – 5:04

 – Sencillo en 12": EMI
1. «All She Wants Is» (US Master Mix) – 7:16
2. «All She Wants Is» (Eurohouse mix) – 7:32
3. «All She Wants Is» (45 Mix) – 4:36
4. «I Believe»/«All I Need to Know» (Medley) – 5:04

 – Sencillo en 12": EMI
1. «All She Wants Is» (House Dub Mix) – 7:07
2. «All She Wants Is» (Latino Dub) – 6:44
3. «All She Wants Is» (45 Mix) – 4:34

 – Sencillo en 12": EMI
1. «All She Wants Is» (45 Mix) – 4:36
2. «All She Wants Is» (Euro Dub Mix) – 7:34
3. «I Believe/All I Need to Know» (Medley) – 5:09

## Posicionamiento en listas y certificaciones

### Listas semanales
| País           | Mejor posición |
| -------------- | -------------- |
| Reino Unido    | 9              |
| Estados Unidos | 22             |
| Canadá         | 8              |
| Italia         | 2              |
| Unión Europea  | 1              |

## Otras apariciones
Álbumes:
- Big Thing (1988)
- Decade (1989)
- Greatest (1998)
- Singles Box Set 1986–1995 (2005)